# Polisijalinska-kiselina O-acetiltransferaza
Polisijalinska-kiselina O-acetiltransferaza (EC 2.3.1.136, Polysialic-acid O-acetyltransferase) je enzim sa sistematskim imenom acetil-KoA:polisijalinska-kiselina O-acetiltransferaza. Ovaj enzim katalizuje sledeću hemijsku reakciju:
acetil-KoA + alfa-2,8-vezani polimer sijalinske kiseline {\displaystyle \rightleftharpoons } KoA + polisijalinska kiselina acetilisan na O-7 ili O-9
Ovaj enzim deluje samo na supstrate koji sadrže više od 14 sijalosilnih ostataka. On katalizuje modifikaciju kapsularnih polisaharida pojedinih vrsta Escherichia coli.

## Literatura
- Nicholas C. Price; Lewis Stevens (1999). Fundamentals of Enzymology: The Cell and Molecular Biology of Catalytic Proteins (Third изд.). USA: Oxford University Press. ISBN 019850229X.
- Eric J. Toone (2006). Advances in Enzymology and Related Areas of Molecular Biology, Protein Evolution (Volume 75 изд.). Wiley-Interscience. ISBN 0471205036.
- Branden C; Tooze J. Introduction to Protein Structure. New York, NY: Garland Publishing. ISBN 0-8153-2305-0.
- Irwin H. Segel. Enzyme Kinetics: Behavior and Analysis of Rapid Equilibrium and Steady-State Enzyme Systems (Book 44 изд.). Wiley Classics Library. ISBN 0471303097.

## Spoljašnje veze
- Polysialic-acid+O-acetyltransferase на 